# Didymocarpus mortonii
Didymocarpus mortonii är en tvåhjärtbladig växtart som beskrevs av Charles Baron Clarke. Didymocarpus mortonii ingår i släktet Didymocarpus och familjen Gesneriaceae. Inga underarter finns listade i Catalogue of Life.